# Kevin Weisman

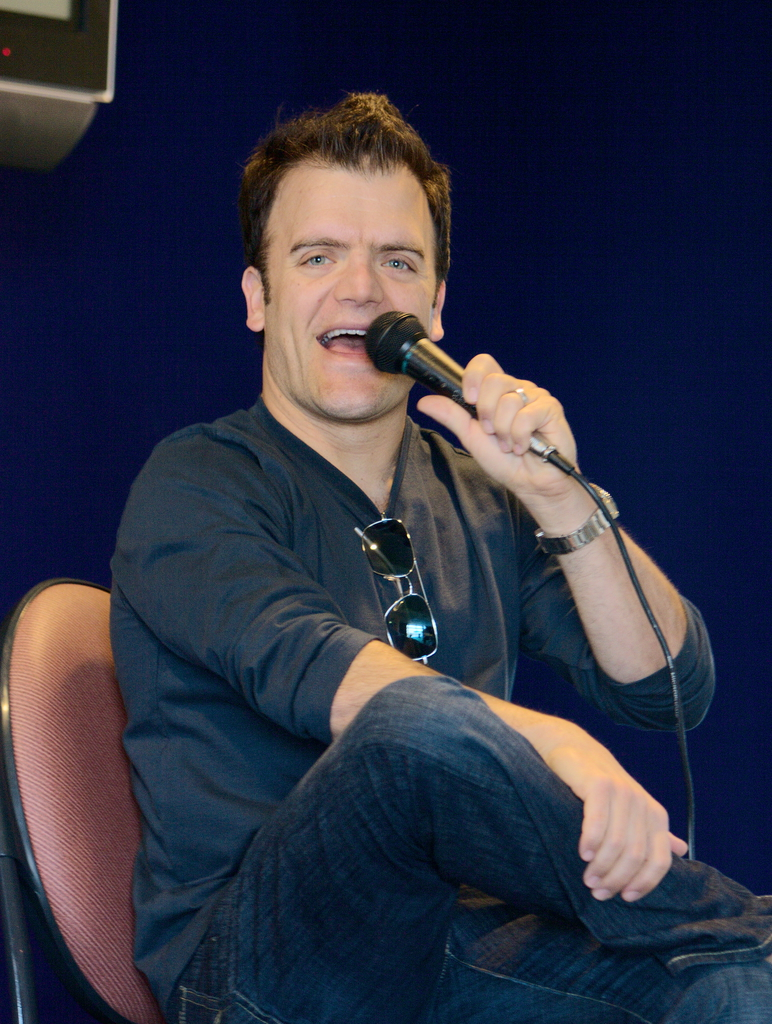
Kevin Weisman im Jahr 2006

Kevin Weisman (* 29. Dezember 1970 in Los Angeles, Kalifornien) ist ein US-amerikanischer Schauspieler.

## Leben
Schon als Jugendlicher zeigte Weisman Interesse am Schauspielen und wirkte an mehreren Schultheateraufführungen mit. Früh zeigte sich auch seine Begeisterung für die Musik, die er mit seinem Schlagzeug ausdrückte. Er machte dann den Abschluss als Bachelor of Arts in Theaterkünsten bei der University of California, Los Angeles.
1991 gründete er zusammen mit einigen anderen Studenten Buffalo Nights Theatre Company, welche schnell berühmt wurde und auch noch heute einige Shows produziert.
Seine erste Rolle in einer Fernsehserie hatte er 1995 in Frasier. In den folgenden Jahren hatte  er viele Gastrollen in diversen Serien wie zum Beispiel JAG – Im Auftrag der Ehre (1999), Akte X – Die unheimlichen Fälle des FBI (2000), Buffy – Im Bann der Dämonen (2000–2001) und Charmed – Zauberhafte Hexen (2001).
Als er 2000 in der Serie Felicity eine Gastrolle hatte, traf er J. J. Abrams, der gerade eine neue Serie namens Alias – Die Agentin konzipierte. Die Rolle des Marshall J. Flinkman, der übrigens als 40-jähriger Übergewichtiger mit Pferdeschwanz geplant war, war von nun an seine. 2016 übernahm er die Rolle des Raketenwissenschaftlers Ned Berring in der Amazon-Prime-Serie Goliath.
Die Musik hat er nie aufgegeben: Er spielt seit 2002 in der Band Trainwreck (mit Kyle Gass von Tenacious D) als Schlagzeuger.

## Filmografie (Auswahl)
- 1995: Frasier (Fernsehserie, Episode 3x05)
- 1996: The Rock – Fels der Entscheidung (The Rock)
- 1997: The Weird Al Show (Fernsehserie, Episode 1x01)
- 1998: Familie Robinson aus Beverly Hills (Beverly Hills Family Robinson)
- 1999: JAG – Im Auftrag der Ehre (JAG, Fernsehserie, Episode 4x19)
- 2000: Roswell (Fernsehserie, 2 Episoden)
- 2000: Pretender (The Pretender, Fernsehserie, Episode 4x17)
- 2000: Felicity (Fernsehserie, 2 Episoden)
- 2000: Akte X – Die unheimlichen Fälle des FBI (The X-Files, Fernsehserie, Episode 7x21)
- 2000–2001: Buffy – Im Bann der Dämonen (Buffy the Vampire Slayer, Fernsehserie, 3 Episoden)
- 2001: Charmed – Zauberhafte Hexen (Charmed, Fernsehserie, Episode 3x18)
- 2001–2006: Alias – Die Agentin (Alias, Fernsehserie, 102 Episoden)
- 2004: Illusion (auch Produzent)
- 2006: Clerks II
- 2007: Chuck (Fernsehserie, Episode 1x08)
- 2007: Ghost Whisperer – Stimmen aus dem Jenseits (Ghost Whisperer, Fernsehserie, Episode 2x04)
- 2007: Moonlight (Fernsehserie, 4 Episoden)
- 2009: Level 26: Dark Origins (Kurzfilm)
- 2009: Space Buddies – Mission im Weltraum (Space Buddies)
- 2010: Human Target (Fernsehserie, Episode 1x06)
- 2010: Verliebt und ausgeflippt (Flipped)
- 2010: Fringe – Grenzfälle des FBI, SciFi-Serie, Episode 3x06
- 2011: CSI: Den Tätern auf der Spur (CSI: Crime Scene Investigation, Fernsehserie, Episode 11x11)
- 2013: Hello Ladies (Fernsehserie, 8 Episoden)
- 2015: Better Call Saul (Fernsehserie, Episode 1x04)
- 2015: The Blacklist (Fernsehserie, 2 Episoden)
- 2015–2018: Scorpion (Fernsehserie, 8 Episoden)
- 2016: The Trust
- 2016: Goliath (Fernsehserie, 5 Episoden)
- 2017–2019: Marvel’s Runaways (Fernsehserie)